# Grover Records
Grover Records ist ein 1993 gegründetes Plattenlabel aus Münster. Es veröffentlicht Musik aus dem Ska- und Reggaebereich.

## Geschichte
Grover Records wurde 1993 von dem Konzert- und Eventveranstalter Moskito Promotion und seinem Besitzer Oswald Münnig (Frontmann von Sunny Domestozs) gegründet, um von ihnen promoteten Bands eine Veröffentlichungsmöglichkeit zu geben. Die erste veröffentlichte Platte war Walkin' Down Brentford Road der niederländischen Skaband Mr. Review.
Mit den Jahren entwickelt Grover Records sich zu einem zentralen Label der Skaszene, das neben Neuveröffentlichungen auch vergriffenen Platten wieder auflegte. Zu den bei Grover Records verlegten Künstlern gehören Akteure wie Laurel Aitken, Bad Manners, The Skatalites und The Toasters. Des Weiteren veröffentlicht man Newcomer-Bands wie The Upsessions, The Moon Invaders oder Two Tone Club.
Grover Records führt unter seinem Dach zwei Sublabels, Elmo Records und Vinyl Only Records (VOR). Elmo veröffentlicht neue und zum Teil noch nicht bekannte Bands. Auf VOR werden ausschließlich Schallplatten veröffentlicht, die zum Teil von anderen Labels, die kein Interesse an einer Vinyl-Veröffentlichung haben, bereits auf CD herausgebracht wurden. Daneben werden bei VOR alte Northern-Soul-Stücke in einer Compilationserie verlegt.
Grover Records rief mit Easter Ska Jam und Skankin' Round The Xmas Tree zwei Festival-Touren ins Leben. 2012 startete das Unternehmen die Judge Dread Memorial, das ebenfalls europaweit unterwegs ist.